# Mardy Fish
Mardy Fish (Edina, Minnesota, 9 de diciembre de 1981) es un extenista profesional estadounidense. Fish logró la medalla de plata en los Juegos Olímpicos de Atenas 2004, cayendo en la final ante el chileno Nicolás Massú. También ha sido finalista en cuatro torneos Masters 1000 y ganador de 6 títulos de torneos ATP 250. Se retiró del tenis en 2013 luego de ser diagnosticado con un trastorno de ansiedad, además de los problemas cardíacos que tenía desde 2011; sin embargo, regresó a la actividad en el torneo de Indian Wells 2015 y se retiró definitivamente el 2 de septiembre de ese año, durante el Abierto de Estados Unidos 2015.

## Salud
Cuando disputaba el Abierto de Estados Unidos 2012, con un ranking n.º 24 del mundo luego de sus dos mejores años de carrera, a Mardy Fish se le diagnosticaría de un trastorno de ansiedad; 

Cuarta ronda del Abierto de los Estados Unidos, en el día del cumpleaños de mi padre, en el estadio Arthur Ashe, televisado por CBS, contra Roger Federer. Estoy a horas de jugar contra el mejor de todos los tiempos, con la posibilidad de conseguir el mejor resultado de mi vida, en mi torneo favorito. Estoy a horas de jugar el partido por el que todos trabajamos, por el que nos sacrificamos, y no puedo hacerlo. Literalmente, no puedo hacerlo.

## Torneos ATP Masters Series / ATP World Tour Masters 1000

### Finalista (4)
| Año  | Campeonato   | Superficie | Oponente en la Final | Marcador Final      |
| 2003 | Cincinnati   | Dura       | Andy Roddick         | 6-4, 6-7(3), 6-7(4) |
| 2008 | Indian Wells | Dura       | Novak Djokovic       | 2-6, 7-5, 3-6       |
| 2010 | Cincinnati   | Dura       | Roger Federer        | 7-6(5), 6-7(1), 4-6 |
| 2011 | Montreal     | Dura       | Novak Djokovic       | 2-6, 6-3, 4-6       |

## Títulos (14; 6+8)

### Individuales (6)
| Leyenda                                              |
| Grand Slam (0)                                       |
| ATP World Tour Final (0)                             |
| ATP Masters 1000 (0)                                 |
| ATP World Tour 500 Series (0)                        |
| International Series / ATP World Tour 250 Series (6) |

| N.º | Fecha                 | Torneo       | Superficie    | Oponente en la final | Resultado        |
| --- | --------------------- | ------------ | ------------- | -------------------- | ---------------- |
| 1.  | 20 de octubre de 2003 | Estocolmo    | Dura          | Robin Söderling      | 7-5, 3-6, 7-6(4) |
| 2.  | 10 de abril de 2006   | Houston      | Tierra batida | Jürgen Melzer        | 3-6, 6-4, 6-3    |
| 3.  | 23 de febrero de 2009 | Delray Beach | Dura          | Evgeny Korolev       | 7-5, 6-3         |
| 4.  | 5 de julio de 2010    | Newport      | Césped        | Olivier Rochus       | 5-7, 6-3, 6-4    |
| 5.  | 25 de julio de 2010   | Atlanta      | Dura          | John Isner           | 4-6, 6-4, 7-6(4) |
| 6.  | 24 de julio de 2011   | Atlanta      | Dura          | John Isner           | 3-6, 7-6(6), 6-2 |

### Finalista en individuales (14)
| Leyenda                                              |
| Grand Slam (0)                                       |
| ATP World Tour Final (0)                             |
| ATP Masters Series / ATP Masters 1000 (4)            |
| Medalla de Plata Olímpica (1)                        |
| ATP World Tour 500 Series (0)                        |
| International Series / ATP World Tour 250 Series (9) |

| N.º | Fecha                | Torneo                   | Superficie | Oponente en la final | Resultado               |
| --- | -------------------- | ------------------------ | ---------- | -------------------- | ----------------------- |
| 1.  | 3 de marzo de 2003   | Delray Beach             | Dura       | Jan-Michael Gambill  | 0-6, 6-7(5)             |
| 2.  | 16 de junio de 2003  | Nottingham               | Hierba     | Greg Rusedski        | 3-6, 2-6                |
| 3.  | 11 de agosto de 2003 | Cincinnati               | Dura       | Andy Roddick         | 6-4, 6-7(3), 6-7(4)     |
| 4.  | 9 de febrero de 2004 | San José                 | Dura       | Andy Roddick         | 6-7(13), 4-6            |
| 5.  | 7 de junio de 2004   | Halle                    | Hierba     | Roger Federer        | 0-6, 3-6                |
| 6.  | 16 de agosto de 2004 | Juegos Olímpicos, Atenas | Dura       | Nicolás Massú        | 3-6, 6-3, 6-2, 3-6, 4-6 |
| 7.  | 20 de agosto de 2007 | New Haven                | Dura       | James Blake          | 5-7, 4-6                |
| 8.  | 10 de marzo de 2008  | Indian Wells             | Dura       | Novak Djokovic       | 2-6, 7-5, 3-6           |
| 9.  | 18 de agosto de 2008 | New Haven                | Dura       | Marin Čilić          | 4-6, 6-4, 2-6           |
| 10. | 9 de febrero de 2009 | San José                 | Dura       | Radek Štěpánek       | 6-3, 4-6, 2-6           |
| 11. | 13 de junio de 2010  | Londres Queen's Club     | Hierba     | Sam Querrey          | 6-7(3), 5-7             |
| 12. | 22 de agosto de 2010 | Cincinnati               | Dura       | Roger Federer        | 7-6(5), 6-7(1), 4-6     |
| 13. | 31 de julio de 2011  | Los Ángeles              | Dura       | Ernests Gulbis       | 7-5, 4-6, 4-6           |
| 13. | 14 de agosto de 2011 | Montreal                 | Dura       | Novak Djokovic       | 2-6, 6-3, 4-6           |

### Dobles (8)
| Leyenda                |
| Grand Slam (0)         |
| Tennis Masters Cup (0) |
| ATP Masters Series (1) |
| ATP Tour (7)           |

| N.º | Fecha                 | Torneo       | Superficie    | Pareja       | Oponentes en la final              | Resultado       |
| --- | --------------------- | ------------ | ------------- | ------------ | ---------------------------------- | --------------- |
| 1.  | 22 de abril de 2002   | Houston      | Tierra batida | Andy Roddick | Jan-Michael Gambill Graydon Oliver | 6-4 6-4         |
| 2.  | 9 de febrero de 2004  | San José     | Dura (i)      | James Blake  | Rick Leach Brian MacPhie           | 6-2 7-5         |
| 3.  | 12 de abril de 2004   | Houston      | Arcilla       | James Blake  | Rick Leach Brian MacPhie           | 6-3 6-4         |
| 4.  | 7 de julio de 2008    | Newport      | Césped        | John Isner   | Rohan Bopanna Aisam Qureshi        | 6-4 7-6(1)      |
| 5.  | 16 de febrero de 2009 | Memphis      | Dura (i)      | Mark Knowles | Travis Parrott Filip Polášek       | 7-6(7) 6-1      |
| 6.  | 21 de marzo de 2009   | Indian Wells | Dura          | Andy Roddick | Max Mirnyi Andy Ram                | 3-6 6-1 14-12   |
| 7.  | 14 de febrero de 2010 | San José     | Dura (i)      | Sam Querrey  | Benjamin Becker Leonardo Mayer     | 7-6(3) 7-5      |
| 8.  | 2 de agosto de 2010   | Washington   | Dura          | Mark Knowles | Tomáš Berdych Radek Štěpánek       | 4-6 7-6(7) 10-7 |

## Clasificación histórica

### Grand Slam
| Torneo                | 2012 | 2011 | 2010 | 2009 | 2008 | 2007 | 2006 | 2005 | 2004 | 2003 | 2002 | 2001 | 2000 | Títulos |
| --------------------- | ---- | ---- | ---- | ---- | ---- | ---- | ---- | ---- | ---- | ---- | ---- | ---- | ---- | ------- |
| Australian Open       | 2r   | 2r   | 1r   | 3r   | 3r   | CF   | -    | 2r   | 1r   | 3r   | 2r   | -    | -    | 0       |
| Roland Garros         | -    | 3r   | 2r   | 1r   | 2r   | -    | -    | 1r   | -    | 1r   | -    | -    | -    | 0       |
| Wimbledon             | 4r   | CF   | 2r   | 3r   | 1r   | 1r   | 3r   | -    | 2r   | 3r   | -    | 1r   | -    | 0       |
| US Open               |      | 4r   | 4r   | -    | CF   | 2r   | 2r   | 1r   | 2r   | 2r   | 2r   | 1r   | 1r   | 0       |
| ATP World Tour Finals |      | RR   | -    | -    | -    | -    | -    | -    | -    | -    | -    | -    | -    | 0       |

### ATP World Tour Masters 1000
| Indian Wells | 3R | 2R | 2R | 2R | F            | 2R           | 3R           | 2R           | 4R           | -            | 14-11 | 0 |
| Miami | CF | SF | 4R | 2R | 1R           | -            | 2R           | 2R           | 2R           | 3R           | 13-10 | 0 |
| Montecarlo | -  | -  | -  | -  | -            | -            | -            | -            | -            | 1R           | 0-1   | 0 |
| Madrid* | -  | 1R | 2R | 2R | 2R           | 1R           | 2R           | -            | 2R           | 3R           | 7-8   | 0 |
| Roma | -  | 3R | -  | 2R | 2R           | 1R           | -            | -            | -            | 2R           | 5-5   | 0 |
| Montreal / Toronto | CF | F  | -  | -  | 1R           | -            | -            | -            | -            | 1R           | 4-3   | 0 |
| Cincinnati | CF | SF | F  | -  | 1R           | 1R           | 2R           | -            | 1R           | F            | 11-7  | 0 |
| Shanghai* |    | 2R | -  | -  | No ATP M1000 | No ATP M1000 | No ATP M1000 | No ATP M1000 | No ATP M1000 | No ATP M1000 | 0-1   | 0 |
| París |    | 3R | -  | -  | -            | 2R           | -            | -            | 2R           | 1R           | 2-3   | 0 |
| Total | 0  | 0  | 0  | 0  | 0            | 0            | 0            | 0            | 0            | 0            | 60-54 | 0 |
| Leyenda: G: Torneo ganado; F: Finalista; SF: Semifinalista; CF: Cuartos de final; G-P: Ganados-Perdidos; */**: Post 2009 |    |    |    |    |              |              |              |              |              |              |       |   |

- En 2009, Hamburgo pasó a ser un torneo ATP 500 y Shanghái se convirtió en Masters 1000 que sustituyó a Madrid ya que Madrid cambió de superficie sustituyendo a Hamburgo.

## Challengers (4)
| N.º | Fecha                 | Torneo      | Superficie | Oponente en la final | Resultado   |
| --- | --------------------- | ----------- | ---------- | -------------------- | ----------- |
| 1.  | 12 de agosto de 2002  | Bronx       | Dura       | Denís Golovánov      | 1-6 6-1 7-5 |
| 2.  | 21 de octubre de 2002 | San Antonio | Dura       | Jack Brasington      | 6-3 7-5     |
| 3.  | 3 de abril de 2006    | Tallahassee | Dura       | Zack Fleishman       | 7-5 7-6(6)  |
| 4.  | 5 de junio de 2006    | Surbiton    | Césped     | Wesley Moodie        | 6-2 7-6(1)  |